# Гришкова, Ирина Павловна
Ирина Павловна Гришкова (род. 18 сентября 1946 года, Москва) — советская фигуристка, чемпионка СССР 1967 и 1968 годов в спортивных танцах на льду. Мастер спорта СССР. Выступала за ЦСКА.

## Спортивные достижения
(с Виктором Рыжкиным)
| Соревнования/Сезоны              | 1966—1967 | 1967—1968 |
| -------------------------------- | --------- | --------- |
| Чемпионаты мира                  | 7         | 5         |
| Чемпионаты Европы                | 8         | 4         |
| Чемпионаты СССР                  | 1         | 1         |
| Приз газеты «Московские новости» | 1         | 1         |

(с Александром Трещёвым)
| Соревнования/Сезоны | 1964—1965 | 1965—1966 |
| ------------------- | --------- | --------- |
| Чемпионаты СССР     | 2         | 2         |

(одиночница)
| Соревнования/Сезоны | 1960—1961 | 1963—1964 |
| ------------------- | --------- | --------- |
| Чемпионаты СССР     | 3         |           |
| Универсиады         |           | 11        |